# 三江 (乌江支流)
三江是流经中华人民共和国西南部重庆市和贵州省的一条河流，是乌江的一条支流，长江二级支流。流域面积1036平方公里，河长约75公里，平均坡降约6.8‰，水能理论蕴藏量2.1万千瓦。

## 概况
三江发源于南川市金佛山南麓的穿鼻崖，流向东南，在邓家坝进入道真仡佬族苗族自治县，流经兴宝、平模、群乐、三江等地，在银溪注入芙蓉江。流经道真仡佬族苗族自治县长49.4公里，流域面积178平方公里，河床比降6.8‰，年均流量19.7立方米每秒。